# Sistema Generalitzat de Preferències
El Sistema Generalitzat de Preferències (SGP o GSP per les seves sigles en anglès), és un sistema formal d'exempció de les normes més generals de l'Organització Mundial del Comerç (OMC, anteriorment, l'Acord General sobre Aranzels Duaners i Comerç o GATT).
El principi de nació més afavorida (NMF), que obliga als països membres de l'OMC a tractar pitjor les importacions dels altres països membres de l'OMC del que tracten les importacions del seu soci comercial «més afavorit». En essència, el tracte NMF exigeix als països membres de l'OMC a tractar les importacions procedents dels altres països membres de l'OMC uniformement, és a dir, mitjançant la imposició d'aranzels iguals a ells.
En concret, el Sistema Generalitzat de Preferències eximeix els països membres de l'OMC del principi de NMF, per tal de reduir els aranzels per als països menys avançats, sense haver de realitzar també una reducció d'aranzels per als països rics.
Els objectius del Sistema Generalitzat de Preferències, «reciprocitat i la no discriminació a favor dels països en desenvolupament, incloses les mesures especials a favor de ser els països en desenvolupament menys avançats, han de ser:
- augmentar els seus ingressos d'exportació
- promoure la seva industrialització
- accelerar el ritme de creixement econòmic»